# Schizopneustes
Schizopneustes is een geslacht van uitgestorven zee-egels uit de familie Schizasteridae.